# John Newsinger
John Newsinger, född 21 maj 1948, är en brittisk historiker.